# Kyo Kusanagi
Kyo Kusanagi è il protagonista della serie videoludica The King of Fighters. Appare la prima volta in The King of Fighters '94 al fianco di Benimaru Nikaido e Goro Daimon.

## Storia

### Origini
Kyo proviene dal clan Kusanagi, un clan in grado di utilizzare particolari poteri pirocinetici. Millenni prima, i clan Kusanagi, Yata e Yasakani, chiamati in seguito Yagami, imprigionarono il demone Orochi. Un giorno, però, un discendente di Orochi uccise la moglie del leader dei Yasakani e diede la colpa ai Kusanagi. Per vendicarsi, gli Yasakani liberarono nuovamente Orochi, stringendo un patto con il demone, si fecero rinominare Yagami e divennero i mortali nemici dei Kusanagi.

### Saga Orochi
Kyo Kusanagi partecipa al torneo King of Fighters del 1994 insieme ai suoi amici Benimaru Nikaido e Goro Daimon. Il trio giunge in finale, dove deve affrontare Ruga Bernstein, lo sponsor del torneo. Rugal aveva prima sconfitto Saisyu Kusanagi, il padre di Kyo, riducendolo in fin di vita. Dopo aver sconfitto Saisyu, il trio affronta e ha la meglio su Rugal, che, non accettando la sconfitta, fa esplodere la nave in cui si trovano, ma Kyo e i suoi amici riescono lo stesso a fuggire confermando la vittoria del torneo.
Nel 1995 viene organizzato un altro torneo King of Fighters, ma dietro c'è sempre l'ombra di Rugal che vuole vendicarsi della sconfitta precedente subita da Kyo e i suoi amici. Rugal è infatti sopravvissuto grazie ad uno strano potere che utilizzò per rimanere in vita, al costo dell'avambraccio destro, ora sostituito da una protesi in metallo. Dopo il trio raggiunge la finale, Rugal tende una trappola a Kyo e ai suoi amici, li rinchiude in una camera a gas dove perdono i sensi e li conduce nella sua base segreta. Kyo, Benimaru e Daimon sono pronti per battersi nuovamente con lui, ma prima dovranno affrontare Saisyu, salvato da Rugal ed in seguito sottoposto al lavaggio del cervello; furioso, Kyo sconfigge il padre facendogli però recuperare la memoria. Rugal si prepara dunque a combattere utilizzando il potere usato l'anno precedente per sopravvivere all'esplosione da lui stesso causata: il potere Orochi. Rugal però non può sopportare all'infinita energia di Orochi presente nel suo corpo, dal momento che lui non ha sangue Orochi, così alla fine muore consumato da quello stesso potere. Kyo e i suoi amici sono soddisfatti della vittoria, mentre Saisyu è sempre più orgoglioso del figlio Kyo.
Kyo e i suoi amici partecipano al nuovo KOF nel 1996, invitati da una persona misteriosa. Kyo, Benimaru e Daimon vinceranno ancora una volta, ma se la vedranno con lo sponsor del torneo, che questa volta si tratta di una discendente del clan Yata, Chizuru Kagura, decisa a mettere alla prova le abilità di Kyo e di Iori. Dopo questo, compare Goenitz, disposto a far risvegliare Orochi. Kyo è così costretto ad unire malvolentieri le forze con il suo rivale Iori per batterlo, ma in loro aiuto c'è anche Chizuru. Dopo aver sconfitto Goenitz, che si auto-disintegra, Chizuru avverte Kyo e Iori che la faccenda non è ancora finita: Orochi prima o poi entrerà in azione e dovrà essere sconfitto.
Prima di partecipare al KOF del 1997, Kyo si allena con un suo grande ammiratore nonché suo futuro amico, Shingo Yabuki, il quale partecipa al torneo singolarmente: pur non aver avuto molta fortuna, ha ricevuto molti complimenti da Kyo, in quanto gli riconosce di aver ben imparato tutto ciò che gli è stato insegnato, ricevendo dal maestro un paio di guanti come i suoi. In seguito, Kyo, Daimon e Benimaru e vincono per la quarta volta un torneo KOF, ma la presenza di Orochi si fa sentire, tanto che Iori e Leona Heidern, membro degli Ikari Warriors (un'organizzazione volta ad affrontare coloro che minacciano la pace nel mondo) entrano nello stato Riot of the Blood, che li portano a impazzire. Kyo e compagnia li sconfiggono, ma entrano poi in scena altri discendenti del clan Orochi, ovvero Yashiro Nanakase, Shermie e Chris, rivali di Iori nell'ambito della musica disposti a risvegliare il loro signore. Per batterli, Kyo unisce le forze con Iori e Chizuru. Sconfitti, Yashiro, Shermie e Chris si sacrificano per risvegliare Orochi, e il demone entra in scena incarnato nel corpo di Chris. Sebbene i nostri eroi ne escano vittoriosi, Orochi tenta di fare in modo che Iori elimini Kyo e Chizuru facendolo entrare nello stato Riot of the Blood, ma Iori si scatena contro Orochi e lo neutralizza in modo che Kyo possa dargli il colpo di grazia, e che il demone venga nuovamente sigillato.

### Saga NESTS
Dopo il 1997 Kyo scompare dalla circolazione, sequestrato da una misteriosa organizzazione desiderosa di usare il suo potere per conquistare il mondo, dalla quale riesce però a scappare. Nel 1999 viene organizzato un altro torneo di King of Fighters, ma in tutto il mondo avviene intanto un'invasione di cloni di Kyo: questa è opera della NESTS, un'organizzazione criminale che modifica geneticamente gli esseri umani, e la stessa organizzazione che aveva rapito Kyo. La NESTS stessa ha organizzato questo torneo per attirare due dei suoi ex-agenti che vogliono vendicarsi: K', un ragazzo al quale è stato impiantato il DNA di Kyo e che è in grado di utilizzare i suoi stessi poteri, ma non liberamente come fa lui, e Maxima, un uomo diventato cyborg. I vincitori del torneo saranno proprio K' e Maxima insieme agli amici di Kyo, ovvero Benimaru e Shingo. Il gruppo viene portato in un laboratorio sotterraneo appartenente alla NESTS, e qui trovano lo sponsor Krizalid, clone di K', anche lui col DNA di Kyo. Krizalid svela di aver organizzato il KOF 99 non solo con il proposito di riportare K' e Maxima nell'organizzazione, ma anche di ottenere dati di combattimento dai partecipanti per poi inserirli nei cloni di Kyo. Krizalid viene sconfitto dai due ex-agenti, aiutati da Shingo e Benimaru. In seguito Kyo compare in scena, dopo aver sconfitto Kyo-1 e Kyo-2, due dei suoi cloni, che gli avrebbero svelato dove trovare il laboratorio in cui doveva svolgersi la finale del torneo; K' lo affronta, volendo dimostrarsi migliore di lui come combattente, ma il laboratorio va in tilt e le porte di metallo si chiudono lasciando Shingo e Benimaru da un lato, K' e Maxima da un altro, e Kyo al centro della stanza dove verrà raggiunto da Iori, che come al solito, era in sua ricerca per ucciderlo. Kyo si batte inizialmente con il suo nemico, ma in seguito al crollo del laboratorio i due sono costretti alla fuga. In seguito, i cloni di Kyo vengono misteriosamente neutralizzati.
Nel 2000 Kyo si dirige a South Town, dove è organizzato il KOF 2000. Nell'ombra, Iori continua a tenersi informato sulle vicende dei tornei, sapendo che Zero, l'organizzatore, è il delegato di un'associazione che si è divisa dal NESTS. L'agente tenta di tradire la sua organizzazione, ma viene sconfitto da K', e poi ridotto in fin di vita dall'esplosione del sotterraneo in cui si trovavano. Kyo arriva per parlare urgentemente con lui, e a sua volta Iori si precipita ad ascoltare il discorso fra i due, ma improvvisamente Zero viene ucciso da Whip, sorella di K'.
Nel 2001 Kyo si unisce nuovamente agli amici Benimaru e Daimon, come ai vecchi tempi, per finire il NESTS una volta per tutte, e con loro sarà presente anche Shingo. Dopo il torneo, Kyo e la sua squadra, insieme a quelle di Iori, K' e Kula, si troveranno nella base principale di NESTS dove si trova il leader dell'organizzazione: Igniz. Iori, Kyo, K e Kula lo affrontano e lo sconfiggono, ma Igniz vuole far precipitare la base per farla esplodere contro la Terra; Kula raggiunge la Terra e riesce ad evitare l'esplosione della base, dalla quale si salvano tutti, tranne Igniz. Dopo l'avventura, Kyo, Benimaru e Daimon se ne vanno ognuno per propria strada, mentre Shingo, che non sa dove andare, viene poi trovato da Saisyu che lo allenerà ancora una volta.

### Saga di Ash
Nel 2003 Kyo e Iori vengono nuovamente convocati da Chizuru, in quanto Orochi è stato nuovamente liberato. Chizuru crea una nuova copia di Kyo, ma con una carnagione più oscura, i suoi vecchi vestiti e le sue vecchie abilità, chiamata Kusanagi, il cognome di Kyo e della sua famiglia,; inoltre, questo Kusanagi è anche una sua copia malvagia, in quanto Kusanagi è stato creato nel momento in cui Chizuru era stata condizionata da un membro di "Coloro del passato", un'altra misteriosa organizzazione. Iori vede questa nuova copia come un rivale in più, ma comunque riesce a sconfiggerla senza problemi. In seguito, dopo che Chizuru riprende il controllo di se stessa, è disposta ad imprigionare ancora una volta Orochi, per cui viene aiutata da Kyo e Iori. D'un tratto, però un ragazzo misterioso di nome Ash Crimson li attacca senza preavviso e colpisce Chiruzu alle spalle appropriandosi di tutti i suoi poteri; il ragazzo chiede poi a Iori di servirlo, e al suo ovvio rifiuto lo sconfigge facilmente. Kyo cade nel panico: come se non bastassero gli atteggiamenti arroganti ma sconosciuti di Ash, Orochi è nuovamente libero per mano dei fantomatici "Coloro del passato", che lo hanno liberato per poi voler appropriarsi dei suoi poteri.
Poco prima del prossimo torneo (KOF XI), Chizuru, non potendo più combattere a causa della perdita dei suoi poteri, chiede a Kyo e Iori di continuare ad indagare sui "Coloro del passato", oltre che a cercare di capire le vere intenzioni di Ash Crimson. Kyo e l'amico Shingo malvolentieri si uniranno al vecchio nemico, Iori, che aveva l'obiettivo di eliminare sia Ash che Kyo. I tre giungono in finale, dove devono affrontare il trio di Elisabeth Blanctorche, un'amica di infanzia di Ash, Benimaru Nikaido, vecchio amico di Kyo alleatosi momentaneamente con Elisabeth, e Duo Lon, anche lui amico di Ash, tutti e tre anche loro alla ricerca di Ash. In quel momento compaiono due strani e loschi individui, Shion e Magaki, membri del fantomatico gruppo "Coloro del passato". Shion viene battuto da Kyo, Iori e Shingo, e viene "esiliato" da Magaki, che però viene sconfitto da Elisabeth, Duo Lon e Benimaru. Magaki, sconfitto, giura il suo ritorno, ma viene subito dopo ucciso da Shion (che tornerà anche in KOF XIII). A causa della forte presenza di Orochi nell'ambiente, Iori viene nuovamente colpito dalla maledizione del suo sangue e riduce in fin di vita Kyo e Shingo, ma nel momento in cui sta per vibrare il colpo mortale, viene fermato da Ash che gli ruba i poteri prendendoli alle sue spalle e a sua insaputa, fermando la sua follia omicida e salvando Kyo e Shingo (Ash non poteva prendere più di un potere sacro alla volta, e quindi ha preso solo quelli di Iori, anche se poteva prendere anche quelli di Kyo). Svenuti Iori, Kyo e Shingo, Elisabeth, Benimaru e Duo Lon vincono il torneo ma cercheranno di fermare Ash per capire le sue intenzioni; Ash li semina, non prima di aver detto al trio di riferire a Kyo che, una volta che si sarà svegliato, lui sarà il suo prossimo obiettivo.
Tornato di nuovo in forma, Kyo si riunisce a Benimaru e Daimon per rivivere i momenti di gloria passati insieme come gli anni precedenti (Shingo deve ancora finire di riprendersi). Il trio parteciperà al KOF XIII per mettere fine alla storia di "Coloro del passato" e scoprire una volta per tutte le intenzioni del misterioso Ash Crimson. Alla fine i tre scoprono che le vere intenzioni di Ash sono di sterminare "Coloro del passato", ma per essere sicuro di avere la meglio doveva diventare più potente, per cui intendeva rubare i tre tesori sacri dei discendenti dei clan che imprigionarono Orochi. Rubare quelle pietre non serviva solo a renderlo più potente, ma anche ad allontanare Kyo, Iori e Chizuru dal pericolo. Alla fine dell'evento e di tutta l'avventura, appare Saiki, leader di "Coloro del passato". Sconfitto dai protagonisti, Saiki viene trafitto alle spalle da Ash; Saiki, però, prende possesso del suo essere e tenta di distruggere i protagonisti, ma viene fermato da Ash che riesce a distruggerlo, e con essa le sue memorie, cancellando la sua esistenza, in quanto Saiki era in realtà un antenato di Ash, e restituendo i tesori sacri ai loro rispettivi padroni. Kyo è amareggiato e dispiaciuto per la morte Ash, in quanto i suoi atteggiamenti negativi erano molto contrastanti con le sue vere e buone intenzioni. Iori, dopo aver recuperato i suoi poteri, sfiderà nuovamente il rivale Kyo in battaglia, mentre che Daimon e Benimaru si godranno lo spettacolo.

### Nuovo arco narrativo
Al "The King of Fighters XIV", Kyo viene avvisato da suo padre Saisyu di una nuova minaccia. Il ragazzo si iscrive, per indagare, al nuovo torneo insieme ai suoi vecchi amici. Kyo disporrà anche dell'aiuto di Tung Fu Rue, il Maestro di Terry Bogard, e di Nakoruru, appartenente alla serie Samurai Shodown, ragazza ninja appartenente la passato e intrappolata nel presente a causa di Verse, una nuova entità maligna.
Dopo la sconfitta di Verse, Kyo consiglierà ad un ragazzo di nome Shun'ei di tenere a bada i suoi poteri, in quanto un frammento di Verse vive nei poteri del giovane apprendista. In seguito si riunisce a Goro e a Benimaru per parlare del fatto che Verse sicuramente tornerà. Kyo raggiungerà poi Chizuru e il rivale Iori per sigillare ancora una volta Orochi.

## Designdel personaggio
Il personaggio di Kyo ha subito negli anni diversi cambiamenti di stile: tra il 1994 del 1998 Kyo veste con una giacca verdognola avente il simbolo del sole sulla schiena, indossa dei guanti e pantaloni dello stesso colore, maglietta bianca e una fascia bianca attorno alla testa. Tra il 1999 ed il 2002 indossa una giacca bianca con una maglietta nera, jeans, scarpe nere; inoltre non ha più la fascia sulla fronte. Infine, nei The King of Fighters, dal 2003 al 2013 indossa sempre i jeans ma più oscuri, giacca nera, scarpe nere, maglietta bianca e sempre priva della fascia sulla fronte. In the King of Fighters XIV, il design di Kyo è molto simile a quello visto durante la saga NESTS.

## Apparizioni
- The King of Fighters '94
- The King of Fighters '95
- The King of Fighters '96
- The King of Fighters '97
- The King of Fighters: Kyo
- The King of Fighters '98
- The King of Fighters R-1
- The King of Fighters R-2
- The King of Fighters '99 (personaggio segreto)
- SNK vs Capcom: Match of the Millennium
- Capcom vs SNK
- The King of Fighters 2000
- The King of Fighters: Battle de Paradise
- The King of Fighters EX
- Capcom vs SNK 2
- SVC Chaos: SNK vs Capcom
- The King of Fighters 2001
- The King of Fighters EX2
- The King of Fighters 2002
- The King of Fighters Neowave
- The King of Fighters: Maximum Impact
- The King of Fighters 2003
- KOF: Maximum Impact 2
- The King of Fighters XI
- NeoGeo Battle Coliseum
- The King of Fighters Maximum Impact Regulation A
- The King of Fighters XII
- The King of Fighters XIII
- The King of Fighters XIV

Oltre a questo Kyo fa la sua apparizione nel quarto episodio della serie anime del 2005-2006, The King of Fighters: Another Day, dove avrà un breve incontro con Alba Meira che in seguito verrà fermato da Iori.
E compare inoltre nella serie in CG, The King of Fighters: Destiny, creata dallo studio cinese iDragons e dove Kyo e il protagonista ripercorrono le vicende del torneo del 1994.

## Personalità e caratteristiche del personaggio
Kyo è quel tipo di personaggio che odia sforzarsi troppo, in quanto non gli piace allenarsi, ma rimane comunque forte di natura. Ha un atteggiamento diabolico quando a volte compie determinate azioni, che dimostra spesso  verso i confronti degli altri. Sa tuttavia onorare l'amicizia e tiene anche molto alla sua fidanzata Yuki. Nel complesso, la sua personalità è quella di un liceale arrogante che prende il suo compito di guardiano come una cosa personale, ignorando tutti i miti e le profezie che girano attorno al suo clan; in seguito, sembra diventare sempre più maturo, ma ha sempre avuto un suo lato ironico della sua vita dovuto al fatto che non riesce farsi promuovere sino al 2014, e in The King of Fighters XIV ciò lo ha portato a una crisi adolescenziale. Kyo ha una passione per la poesia (e da questa passione derivano i nomi di molte sue tecniche, tuttavia le sue stesse poesie vengono criticate dagli ascoltatori), gli piace usare la moto ed giocare a hockey e sa usare la chitarra come si vede in Bands of Fighters e nella Visual Novel The King of Fighters:Kyo.